# Drapeau et armoiries de l'ordre souverain militaire et hospitalier de Saint-Jean de Jérusalem, de Rhodes et de Malte
Le drapeau et les armoiries de l'ordre souverain militaire et hospitalier de Saint-Jean de Jérusalem, de Rhodes et de Malte arborent une croix latine blanche sur un fond rouge. Cet emblème date du Moyen Âge. Le drapeau officiel représente l'ordre souverain militaire et hospitalier de Saint-Jean de Jérusalem, de Rhodes et de Malte comme organisation humanitaire, qui a la particularité d'être un sujet de droit international exerçant des fonctions de souveraineté fonctionnelle, différence importante avec la souveraineté étatique.
Le drapeau des œuvres de l'Ordre le représente lors de ses activités humanitaires et médicales : il porte une croix octogonale (croix de Malte) blanche sur champ rouge.

## Drapeaux

### Drapeau de l'Ordre
La conception du drapeau, rouge avec une croix latine blanche, hérite du dessin porté par les Hospitaliers de l'ordre de Saint-Jean de Jérusalem durant toute l'existence de l'Ordre. Une bulle pontificale d'Alexandre IV en 1259 impose le port du symbole sur le lambrequin des chevaliers. Lorsque les chevaliers s'installent à Chypre, en 1291, il est arboré par les navires de leur marine. L'emblème ensuite est adopté comme symbole général de l'Ordre.
Aujourd'hui, il flotte sur le siège de l'Ordre souverain de Malte, au Palais de Malte à Rome et sur d'autres résidences officielles et ambassades. Il est également visible sur le Fort Saint-Ange à Birgu, à Malte, prêté pour 99 ans à l'Ordre pour en assurer la restauration conjointement à Heritage Malta. 
Il accompagne le grand maître et les membres du Souverain Conseil, lorsqu'ils font des visites officielles.

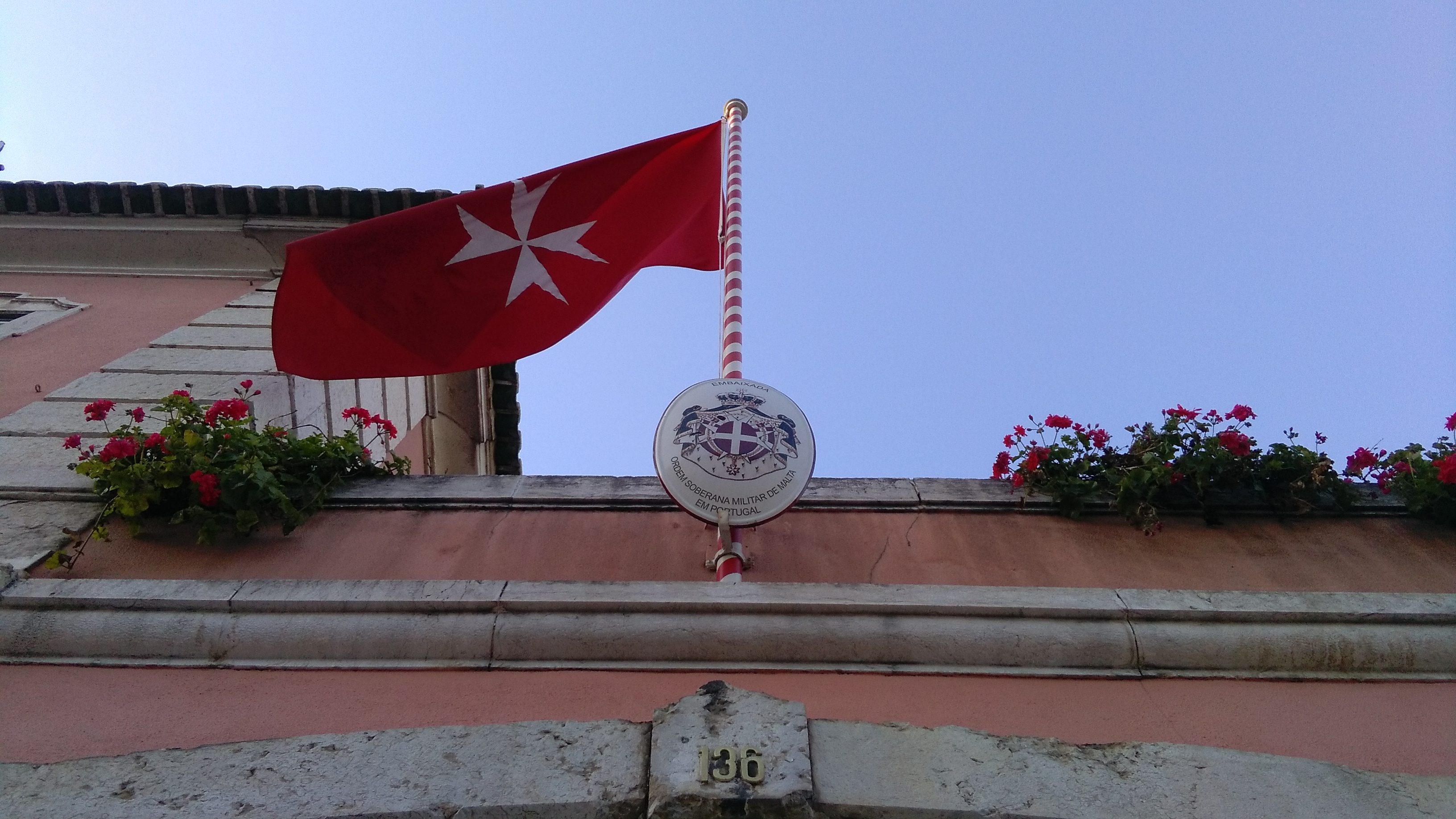
Drapeau de l'ordre souverain de Malte.
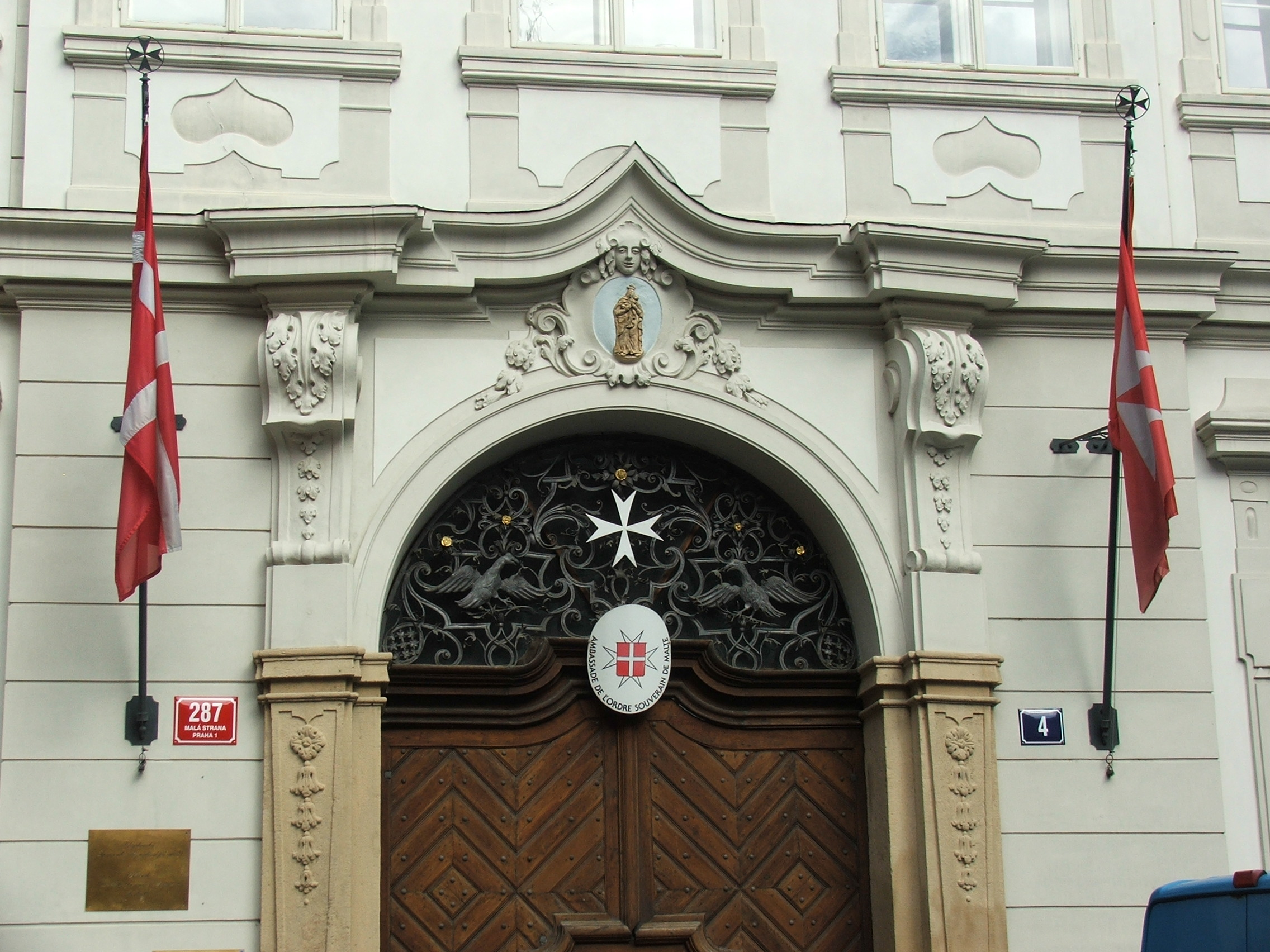
Ambassade de la SMOM à Prague abordant les deux variantes.
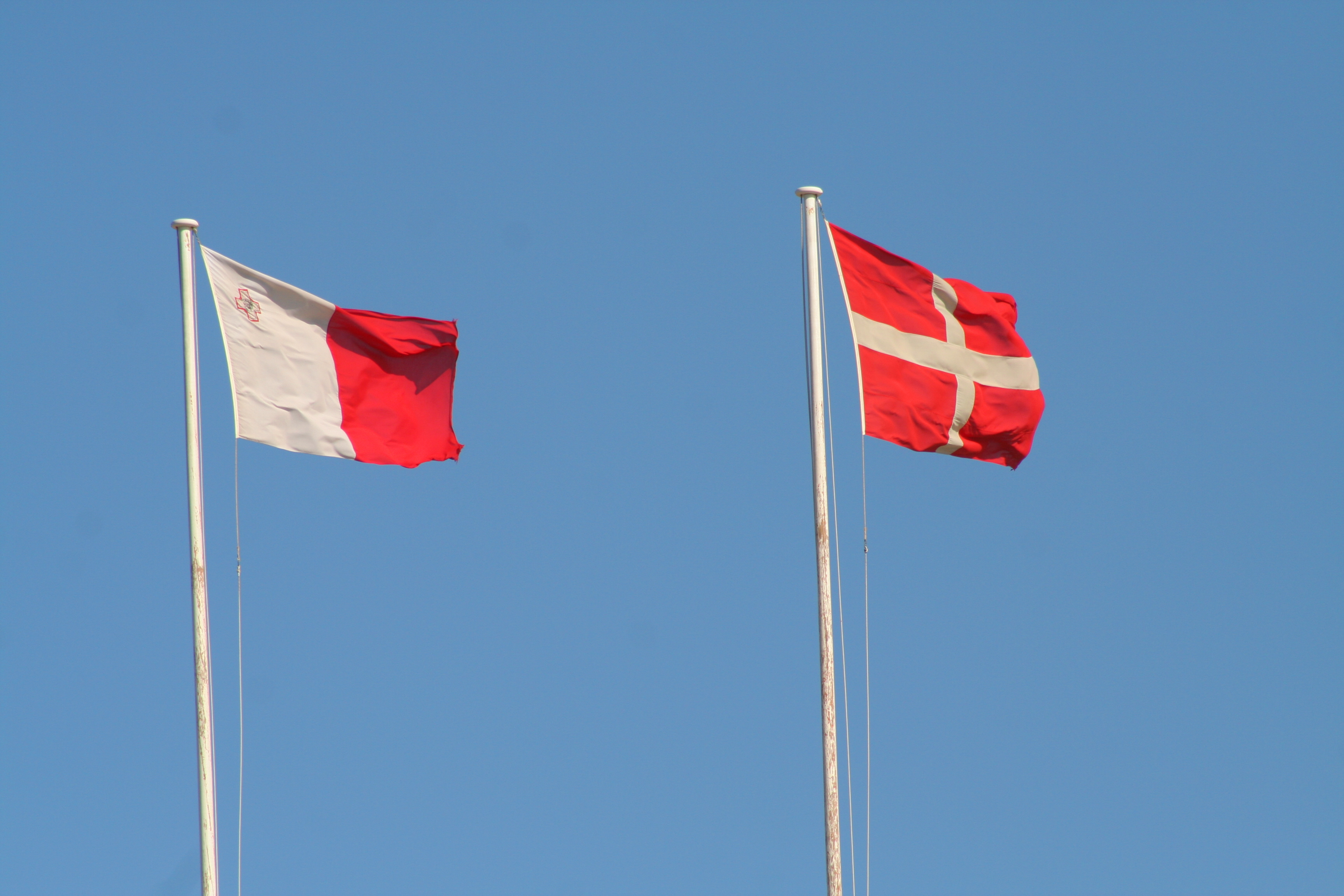
Drapeaux de Malte et de l'ordre souverain.

### Drapeau des Œuvres
Le drapeau des œuvres de l'Ordre, dans ses activités humanitaires à travers le monde, présente une croix de Malte. Ce drapeau est utilisé par les grands prieurés de l'Ordre, ses sous-prieurés et les associations nationales. Comme symbole de ses œuvres humanitaires, il décore ses hôpitaux et ses installations médicales dans divers pays d'Afrique. Il est parfois appelé « drapeau du grand maître », mais ce n'est pas un emblème personnel.

### Drapeau du grand maître
Le drapeau personnel du grand maître est rouge à la croix de Malte blanche, entouré du collier de l'Ordre, surmonté d'une couronne. Il est hissé sur les sièges magistraux de l'Ordre lorsque son grand-maître est présent.

## Armoiries

### Armoiries de l'Ordre
Les armoiries de l'Ordre présentent une croix de Malte blanche sur un fond rouge.

### Armoiries du grand maître
Les armoiries de grand maître est une croix latine blanche sur un fond rouge, entouré d'un rosaire, et est abrité sous un manteau princier noir surmonté d'une couronne, d'après l'article 6 de la Charte Constitutionnelle.